# Frank Knowles
Frank Knowles (ur. 19 marca 1891 w Hyde, zm. 20 stycznia 1951) był angielskim piłkarzem. Jego nominalną pozycją była obrona. W ciągu swojej kariery występował w Manchesterze United, Arsenalu Londyn (gościnnie podczas I wojny światowej), Stalybridge Celtic, Hyde Park, Oldham Athletic, Sandbach Ramblers, Hartlepool United i Manchesterze City.
Jako zawodnik Manchesteru United i Manchesteru City rozegrał łącznie 48 spotkań i zdobył jedną bramkę w Division One.